# Proporcional integral derivatiu

Diagrama en blocs d'un control PID.

Un proporcional integral derivatiu (PID) és un mecanisme de control per realimentació que s'utilitza en sistemes de control industrials. Un controlador PID corregeix l'error entre un valor mesurat i el valor que es vol obtenir, calculant i després traient una acció correctora que pot ajustar al procés d'acord. El controlador PID és, de lluny, l'algorisme de control més comú.
Aquest algorisme pot ser implementat de diferents maneres: com a controlador stand-alone, com a part d'un paquet de control digital directe o com a part d'un sistema de control distribuït. El seu estudi es pot realitzar des de diferents punts de vista. Pot ser tractat com un dispositiu que pot ser utilitzat amb unes quantes regles pràctiques però també pot ser estudiat analíticament. L'algorisme de càlcul del control PID es dona en tres paràmetres diferents: el proporcional, l'integral, i el derivatiu. El valor proporcional determina la reacció de l'error actual. L'Integral genera una correcció proporcional a la integral de l'error, això ens assegura que aplicant un esforç de control suficient, l'error de seguiment es redueix a zero. El derivat determina la reacció del temps en què l'error es produeix. La suma d'aquestes tres accions és usada per ajustar al procés via un element de control com la posició d'una vàlvula de control o l'energia subministrada a un escalfador, per exemple. Ajustant aquestes tres constants en l'algoritme de control del PID, el controlador pot proveir un control dissenyat per al qual requereixi el procés a realitzar. La resposta del controlador es pot descriure en termes de resposta del control davant un error, el grau el qual el controlador arriba al "set point", i el grau de canvi del sistema.
L'ús del PID per a control no garanteix el control òptim del sistema o l'estabilitat d'aquest. Algunes aplicacions poden només requerir un o dos modes dels quals proveeix aquest sistema de control. Un controlador PID pot ser anomenat també PI, PD, P o I en l'absència de les accions de control respectives. Els controladors PI són particularment comuns, ja que l'acció derivativa és molt sensible al soroll, i l'absència del procés integral pot evitar que s'arribi al valor desitjat a causa de l'acció de control.

## Teoria del PID
Aquesta secció descriu el paral·lel o la forma d'interaccionar del controlador PID. Per a altres formes, consulteu la secció "notació alternativa i PID formes".
L'esquema de control PID és el nom dels seus tres termes de correcció, la suma constitueix la variable manipulada (MV). Per tant:
MV(t)= Pout+Iout+Dout
on Pout, Iout, i Dout són les contribucions a la sortida del controlador PID de cada un dels tres termes.

## Funcionament
Per al correcte funcionament d'un controlador PID que reguli un procés o sistema es necessita, com a mínim:
1. Un sensor, que determini l'estat del sistema (termòmetre, cabalímetre, manòmetre, etc.).
2. Un controlador, que generi el senyal que governa a l'actuador.
3. Un actuador, que modifiqui el sistema de manera controlada (resistència elèctrica, motor, vàlvula,  bomba, etc.).

El sensor proporciona un senyal analògic o digital al controlador, el qual representa el punt actual en què es troba el procés o sistema. El senyal pot representar aquest valor en tensió elèctrica, intensitat de corrent elèctric o freqüència. En aquest darrer cas el senyal és de corrent altern, a diferència dels dos anteriors, que són amb corrent continu.
El controlador llegeix un senyal extern que representa el valor que es vol assolir. Aquest senyal rep el nom de punt de consigna (o punt de referència), la qual és de la mateixa naturalesa i té el mateix rang de valors que el senyal que proporciona el sensor. Per fer possible aquesta compatibilitat i que, al seu torn, el senyal pugui ser entès per un humà, caldrà establir algun tipus d'interfície (HMI-Human Machine Interface), són pantalles de gran valor visual i fàcil maneig que es fan servir per fer més intuïtiu el control d'un procés.
El controlador resta el senyal de punt actual al senyal de punt de consigna, obtenint així el senyal d'error, que determina en cada instant la diferència que hi ha entre el valor desitjat (consigna) i el valor mesurat. El senyal d'error és utilitzat per cada un dels 3 components del controlador PID. Els 3 senyals sumats, componen el senyal de sortida que el controlador va a utilitzar per governar a l'actuador. El senyal resultant de la suma d'aquestes tres es diu variable manipulada i no s'aplica directament sobre l'actuador, sinó que ha de ser transformada per ser compatible amb l'actuador que fem servir.
Les tres components d'un controlador PID són: part Proporcional, acció Integral i acció Derivativa. El pes de la influència que cadascuna d'aquestes parts té en la suma final, ve donat per la constant proporcional, el temps integral i el temps derivatiu, respectivament.
Es pretendrà aconseguir que el bucle de control corregeixi eficaçment i en el mínim temps possible els efectes de les pertorbacions.

### Proporcional

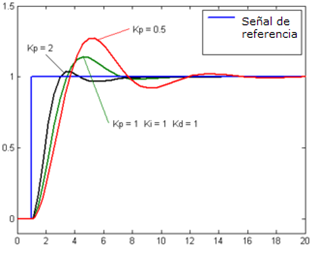
Proporcional

La part proporcional consisteix en el producte entre el senyal d'error i la constant proporcional perquè facin que l'error en estat estacionari sigui gairebé nul, però en la majoria dels casos, aquests valors només seran òptims en una determinada porció del rang total de control, essent diferents els valors òptims per a cada porció del rang. No obstant això, hi ha també un valor límit en la constant proporcional a partir del qual, en alguns casos, el sistema arriba a valors superiors als desitjats. Aquest fenomen es diu sobreoscil·lació.
Hi ha una relació lineal contínua entre el valor de la variable controlada i la posició de l'element final de control (la vàlvula es mou al mateix valor per unitat de desviació). La part proporcional no considera el temps, i per tant, la millor manera de solucionar l'error permanent i acabar amb un sistema que contingui algun component que tingui en compte la variació respecte al temps, és incloent i configurant les accions integral i derivativa.
La fórmula del proporcional aquesta ve donada per: {\displaystyle P_{\mathrm {sal} }=K_{p}\,{e(t)}}
L'error, la banda proporcional i la posició inicial de l'element final de control s'expressen en tant per un. Ens indicarà la posició que passarà a ocupar l'element final de control
Exemple: Canviar la posició de la una vàlvula (element final de control) proporcionalment a la desviació de la temperatura (Variable) respecte al punt de consigna (valor desitjat).

#### Caiguda
En absència de pertorbacions, el control proporcional pur no s'assentarà en el seu valor objectiu, sinó que conservarà un error d'estat estacionari (caiguda) que és una funció del guany proporcional i el procés de guany.
Tot i la caiguda, tant en la teoria d'ajustatge com en la pràctica industrial indiquen que és el terme proporcional el que ha d'aportar la major part del canvi de la sortida o senyal de retroalimentació.

### Integral
((AP | proporcional integral))

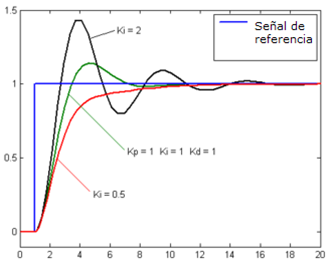
Integral

El mode de control Integral té com a propòsit reduir i eliminar l'error en estat estacionari, provocat per la manera proporcional.
El control integral actua quan hi ha una desviació entre la variable i el punt de consigna, integrant aquesta desviació en el temps i Sumant-la a l'acció proporcional. L'error és integrat, cosa que té la funció de  mitjana o suma RLO per un període determinat. Després és multiplicat per una constant ' I '.  'I' representa la constant d'integració. Posteriorment, la resposta integral és addicionada a la manera proporcional per formar el control P + I amb el propòsit d'obtenir una resposta estable del sistema sense error estacionari.
La manera integral presenta un desfasat en la resposta de 90° que sumats als 180° de la retroalimentació (negativa) s'acosten al procés a tenir un retard de 270°, després llavors només caldrà que el temps mort contribueixi amb 90° de retard per provocar l'oscil·lació del procés. (El guany total del llaç de control ha de ser menor a 1, i així induir una atenuació a la sortida del controlador per conduir el procés a estabilitat d'aquest.)
Es caracteritza pel temps d'acció integral en minuts per repetició. És el temps en què davant un senyal en esglaó, l'element final de control repeteix el mateix moviment corresponent a l'acció proporcional.
El control integral es fa servir per obviar l'inconvenient de l'offset (desviació permanent de la variable respecte al punt de consigna) de la banda proporcional.
La fórmula de la integral aquesta ve donada per: {\displaystyle I_{\mathrm {sal} }}{\displaystyle =K_{i}\int _{0}^{t}{e(\tau )}\,{d\tau }}
Exemple: Moure la vàlvula (element final de control) a una velocitat proporcional a la desviació respecte al punt de consigna (variable desitjada).

### Derivatiu
((AP | proporcional derivatiu))

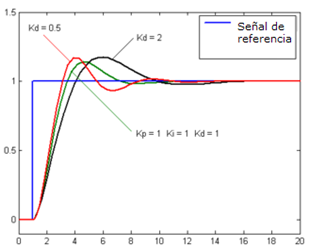
derivatiu

L'acció derivativa es manifesta quan hi ha un canvi en el valor absolut de l'error (si l'error és constant, només actuen les maneres proporcional i integral).
L'error és la desviació existent entre el punt de mesura i el valor consigna, o set point.
La funció de l'acció derivativa és mantenir l'error al mínim corregint proporcionalment amb la mateixa velocitat que es produeix, d'aquesta manera evita que l'error s'incrementi.
Es deriva pel que fa al temps i es multiplica per una constant 'D' i després se suma als senyals és anteriors (P + I). És important adaptar la resposta de control als canvis en el sistema, ja que una major derivativa correspon a un canvi més ràpid i el controlador pot respondre acorden.
La fórmula del derivatiu aquesta ve donada per:{\displaystyle D_{\mathrm {sal} }=K_{d}{\frac {de}{dt}}}
El control derivatiu es caracteritza pel temps d'acció derivada en minuts d'avançament.
L'acció derivada és adequada quan hi ha retard entre el moviment de la vàlvula de control i la seva repercussió a la variable controlada.
Quan el temps d'acció derivada és gran, hi ha inestabilitat en el procés.
Quan el temps d'acció derivada és petit la variable oscil·la massa en relació amb el punt de consigna.
Sol ser poc utilitzada a causa de la sensibilitat al soroll que manifesta ja les complicacions que això comporta.
El temps òptim d'acció derivativa és el que retorna la variable a punt de consigna amb les mínimes oscil·lacions
Exemple: Corregeix la posició de la vàlvula (element final de control) proporcionalment a la velocitat de canvi de la variable controlada.
L'acció derivada pot ajudar a disminuir el depassant de la variable durant l'arrencada del procés. Pot emprar-se en sistemes amb temps de retard considerables, perquè permet una repercussió ràpida de la variable després de presentar una pertorbació en el procés.

## Significat de les constants
P constant de proporcionalitat: es pot ajustar com el valor del guany del controlador o el percentatge de banda proporcional.
Exemple: Canvia la posició de la vàlvula proporcionalment a la desviació de la variable respecte al punt de consigna. El senyal P, mou la vàlvula seguint fidelment els canvis de temperatura multiplicats pel guany.
I constant d'integració: indica la velocitat amb què es repeteix l'acció proporcional.
D constant de derivació: fa present la resposta de l'acció proporcional duplicant, sense esperar que l'error es dupliqui. El valor indicat per la constant de derivació és el lapse de temps durant el qual es manifestarà l'acció proporcional corresponent a 2 vegades l'error i després desapareixerà. Exemple: Mou la vàlvula a una velocitat proporcional a la desviació respecte al punt de consigna. El senyal I, va sumant les àrees diferents entre la variable i el punt de consigna repetint el senyal proporcional segons el temps d'acció derivada (minuts / repetició).
Tant l'acció integral com l'acció derivativa, afecten el guany dinàmic del procés. L'acció integral serveix per reduir l'error estacionari, que existiria sempre si la constant Ki fos nul. Exemple: Corregeix la posició de la vàlvula proporcionalment a la velocitat de canvi de la variable controlada. El senyal d, és el pendent (tangent) per la corba descrita per la variable.
La sortida d'aquests tres termes, el proporcional, la integral, i el derivatiu són sumats per calcular la sortida del controlador PID. Definint u (t) com la sortida del controlador, la forma final de l'algorisme del PID és:
{\displaystyle \mathrm {u(t)} =\mathrm {MV(t)} =K_{p}{e(t)}+K_{i}\int _{0}^{t}{e(\tau )}\,{d\tau }+K_{d}{\frac {de}{dt}}}
on els paràmetres d'ajust són els següents: 
Guany Proporcional, Kp. Els valors més alts generalment signifiquen una resposta més ràpida, ja que el més gran és l'error, el més gran és la compensació de termini proporcional. Un augment proporcional excessivament gran donarà lloc a la inestabilitat i el procés d'oscil·lació.
Guany integral, Ki. Els valors més alts impliquen errors d'estat estacionari que s'eliminen més ràpidament. La compensació és més gran depassant: qualsevol error negatiu integrat en la resposta transitòria ha de ser integrada lluny per error positiu abans d'assolir l'estat estacionari.
Guany derivada, Kd. Els valors més alts depassant disminuir, però més lent de resposta transitòria i pot conduir a la inestabilitat a causa de l'amplificació del senyal de soroll en la diferenciació de l'error.

## Usos
El PID és l'algoritme de control més àmpliament estès, encara que existeixen molts altres mètodes que poden donar un control de millor qualitat en certes situacions on el PID no respon a la perfecció. El PID dona bons resultats en la immensa majoria de casos i per segurament per això té tanta popularitat davant d'altres reguladors teòricament millors.
Per tenir una exactitud major als controladors  proporcional, proporcional derivatiu i proporcional integral s'utilitza en aplicacions més crucials com ara control de pressió, cabal, força, velocitat, en moltes aplicacions química, i altres variables. A més, és utilitzat en  reguladors de velocitat d'automòbils (control de creuer o cruise control), control d'ozó residual en tancs de contacte.

## Ajust de paràmetres del PID
L'objectiu de la configuració dels paràmetres PID és aconseguir que el bucle de control corregeixi eficaçment i en el mínim temps els efectes de les pertorbacions, s'ha d'aconseguir la mínima integral d'error. Si els paràmetres del controlador PID (el guany del proporcional, integral i derivatiu) es trien incorrectament, el procés a controlar pot ser inestable, per exemple, que la sortida d'aquest variï, amb Canvi o sense, i està limitada només per saturació o ruptura mecànica. Ajustar un llaç de control vol dir ajustar els paràmetres del sistema de control als valors òptims per a la resposta del sistema de control desitjada. El comportament òptim davant d'un canvi del procés o canvi del "setpoint" varia depenent de l'aplicació. Generalment, cal estabilitat davant la resposta donada pel controlador, i aquest no ha d'oscil·lar davant cap combinació de les condicions del procés i canvi de "setpoints". Alguns processos tenen un grau de no-linealitat i un conjunt de paràmetres que funcionen bé en condicions de càrrega màxima no funcionen quan el procés està en estat de "sense càrrega". Hi ha diversos mètodes per ajustar un llaç de PID. El mètode més efectiu generalment requereix el desenvolupament d'alguna forma del model del procés, llavors seleccionar P, I i D basant-se en els paràmetres del model dinàmic. Els mètodes d'ajust manual poden ser molt ineficients. L'elecció d'un mètode dependrà de si el llaç pot ser "desconnectat" per ajustar-lo, i del temps de resposta del sistema. Si el sistema pot desconnectar, el millor mètode d'ajust sovint és el d'ajustar l'entrada, mesurant la sortida en funció del temps, i amb aquesta resposta per determinar els paràmetres de control. Ara descrivim com la configuració manual.

### Estabilitat
Si els paràmetres del controlador PID (els guanys dels termes proporcional, integral i derivativa) es trien de forma incorrecta, l'entrada del procés controlat pot ser inestable, és a dir, la seva producció s'allunya, amb l'oscil o sense, i només està limitat per la saturació o el trencament mecànic. La inestabilitat és causada per l'excés de guany, sobretot en la presència de retard significatiu.
En general, l'estabilitat de la resposta (al revés de la inestabilitat) és necessari i el procés no ha d'oscil·lar per a qualsevol combinació de les condicions del procés i punts d'ajust, encara que de vegades l'estabilitat marginal (oscil·lació limitada) és acceptable o desitjat.

### Ajust manual
Si el sistema s'ha de mantenir en línia, un mètode d'ajust consisteix a establir primer els valors de R i D a zero. A continuació, incrementi P fins que la sortida del llaç oscil·li. Després estableixi P a aproximadament la meitat del valor configurat prèviament. Després incrementi I fins que el procés s'ajusti en el temps requerit (tot i pujar molt I pot causar inestabilitat). Finalment, incrementi D, si es necessita, fins que el llaç sigui prou ràpid per arribar a la seva referència després d'una variació brusca de la càrrega.
Un llaç de PID molt ràpid arriba a la seva setpoint de manera veloç. Alguns sistemes no són capaços d'acceptar aquest tret brusc, en aquests casos cal un altre llaç amb un P menor a la meitat del P del sistema de control anterior.

### Mètode de Ziegler-Nichols
Un altre mètode d'ajust es coneix formalment com el mètode de Ziegler-Nichols, presentat per John G. Ziegler i Nathaniel B. Nichols. Com en el mètode anterior, el Ki i Kd són els primers beneficis a zero. L'augment de P s'incrementa fins a arribar al guany crític, Kc, en què la sortida del bucle comença a oscil·lar Kc i el període d'oscil·lació Pc es fan servir per establir els beneficis, així: 
```
Tipus de control Kp Ki Kd

P 0,50Kc ----- -----
PI 0,45Kc 1,2Kp/pC ----- 
PID 0,60Kc 2,0Kp/pC pP Kc/8
```

## Història
Els primers controladors PID van aparèixer al voltant del 1890. Els controladors PID es van desenvolupar per la direcció automàtica de vaixells. Un dels primers exemples d'un controlador PID va ser desenvolupat per Elmer Sperry el 1911, mentre que la primera anàlisi publicada sobre la teòrica d'un controlador PID va ser a Rússia, l'enginyer nord-americà Minorsky Nicolau el 1922. Minorsky va ser el director de disseny de sistemes automàtics de la Marina dels EUA, i va basar la seva anàlisi en l'observació d'un timoner, observant com un pilot controla el vaixell, que no només es basa en l'error actual, sinó també en cas d'error passat i l'actual ritme de canvi. El seu objectiu era l'estabilitat, no pas el control general, cosa que simplifica considerablement el problema. Si bé el control proporcional proporciona estabilitat enfront de petites pertorbacions, que era insuficient per fer front a una pertorbació constant com per exemple un vendaval fort, cal l'addició del terme integral. Finalment, el terme derivat s'ha afegit per millorar el control. Els assaigs es van dur a terme en el USS New Mèxic, amb el controlador de control de la velocitat angular del timó. El controlador PI va donar orientació sostinguda de ± 2°, mentre que l'addició de D va produir una desviació de ± 01/06°, millor del que la majoria de timoners podien arribar. La Marina en última instància, no va adoptar el sistema, a causa de la resistència per part del personal. Un treball similar es va dur a terme i publicat per diversos altres a la dècada del 1930.

## Limitacions d'un control PID
Mentre que els controladors PID són aplicables a la majoria dels problemes de control, pot ser pobres en altres aplicacions.
Els controladors PID, quan s'utilitzen sols, poden donar un rendiment pobre quan el guany del llaç del PID ha de ser reduïda perquè no es dispari o oscil·li sobre el valor del "setpoint". L'acompliment del sistema de control pot ser millorat combinant el llaç tancat d'un control PID amb un llaç obert. Coneixent el sistema (com l'acceleració necessària o la inèrcia) pot ser avanaccionat i combinat amb la sortida del PID per augmentar l'acompliment final del sistema. Només el valor d'avanacció pot proveir la major porció de la sortida del controlador. El controlador PID pot ser usat principalment per a respondre a qualsevol diferència o "error" que quedi entre el setpoint i el valor actual del procés. Com la sortida del llaç deavanacció no es veu afectada a la realimentació del procés, mai no pot causar que el sistema oscil·li, augmentant l'acompliment del sistema, la seva resposta i estabilitat.
Per exemple, en la majoria dels sistemes de control amb moviment, per accelerar una càrrega mecànica, es necessita més força (o torque) per al motor. Si es fa servir un llaç PID per controlar la velocitat de la càrrega i manejar la força o torque necessària per al motor, pot ser útil prendre el valor d'acceleració instantània desitjada per a la càrrega, i afegir a la sortida del controlador PID. Això vol dir que sense importar si la càrrega està sent accelerada o desaccelerada, una quantitat proporcional deforçaestà sent utilitzada pel motor a més del valor de realimentació del PID. El llaç del PID en aquesta situació utilitza la informació de la realimentació per incrementar o decrementar la diferència entre el setpoint i el valor del primer. Treballant junts, la combinació avanacció-realimentació proveeix un sistema més fiable i estable.
Un altre problema que té el PID és que és lineal. Principalment, l'acompliment dels controladors PID en sistemes no lineals és variable. També un altre problema comú que té el PID és, que a la part derivativa, el soroll pot afectar el sistema, fent que aquestes petites variacions, facin que el canvi a la sortida sigui molt gran. Generalment un Filtre passa sota ajuda, ja que remouria els components d'alta freqüència del soroll. Tanmateix, un FPB i un control derivatiu poden fer que es cancel·lin entre ells. Alternativament, el control derivatiu pot ser tret en alguns sistemes sense gaire pèrdua de control. Això és equivalent a utilitzar un controlador PID com PI solament.

## Control en cascada
Un avantatge distintiu dels controladors PID és que dos controladors PID es poden utilitzar junts per obtenir un millor rendiment dinàmic. Això es diu en cascada PID control. En el control en cascada hi ha dos PIDs disposades amb un PID control del punt d'ajust d'un altre. Un controlador PID actua com a controlador de bucle exterior, que controla el paràmetre físic primari, com el nivell de líquid o de velocitat. Els actes d'un altre controlador com a controlador de bucle intern, el qual llegeix la sortida del controlador de bucle exterior com a punt de referència, generalment, el control d'un paràmetre de canvi més ràpid, cabal o l'acceleració. Pot ser demostrat matemàticament que la freqüència de treball del responsable del tractament és més gran i la constant de temps de l'objecte es redueix mitjançant l'ús de controladors PID en cascada.

## Exemples pràctics
Desitgem controlar el cabal d'un flux d'entrada en un reactor químic. En primer lloc haurem de posar una vàlvula de control del cabal d'aquest flux, i un cabalímetre, amb la finalitat de tenir un mesurament constant del valor del cabal que circuli. El controlador ira vigilant que el cabal que circuli sigui l'establert per nosaltres, en el moment que detecti un error, enviés un senyal a la vàlvula de control de manera que aquesta s'obrirà o tancarà corregint l'error mesurat. I haurem d'aquesta manera el flux desitjat i necessari. El PID, és un càlcul matemàtic, el que mana la informació és el PLC.

Desitgem mantenir la temperatura interna d'un reactor químic en el seu valor de referència. Haurem de tenir un dispositiu de control de la temperatura (ja pot ser un escalfador, una resistència elèctrica…), i un sensor (termòmetre). El P, PI o PID anirà controlant la variable (en aquest cas la temperatura). En l'instant que aquesta no sigui la correcta avisarà al dispositiu de control de manera que aquest actuï, corregint l'error. De tota manera, el més correcte és posar un PID, si hi ha molt soroll un PI, però un P no ens serveix gaire, ja que no arribaria a corregir-nos fins al valor exacte.

## L'execució material de control PID
En els principis de la història del procés de control automàtic del controlador PID s'implementa com un dispositiu mecànic. Aquests controladors mecànics van usar una palanca, una molla i una massa i l'energia que s'emprava era sovint per aire comprimit. Aquests controladors pneumàtics es van estandarditzar en el món de la indústria.
Els controladors electrònics analògics es poden fer d'un estat sòlid o l'amplificador de tub, un condensador i una resistència. Electronic Devices cicles de control PID es troba sovint en els sistemes electrònics més complexos, per exemple, la posició del cap d'una unitat de disc, el condicionament de l'energia d'una font d'alimentació, o fins i tot el moviment circuit de detecció d'un sismògraf modern. Avui dia, els controladors electrònics han estat substituïdes pels controladors digitals implementats amb microcontroladors o FPGAs.
La majoria dels controladors PID en la indústria moderna s'apliquen en els controladors de lògica programable (PLC) o com un panell muntat controlador digital. Les implementacions de programari tenen l'avantatge que són relativament barates i són flexibles pel que fa a l'aplicació de l'algorisme PID.

## Aplicacions / Exemple
Un exemple molt senzill que il·lustra la funcionalitat bàsica d'un PID és quan una persona entra en una dutxa. Inicialment obre la clau d'aigua calenta per augmentar la temperatura fins a un valor acceptable (també anomenat "Setpoint"). El problema és que pot arribar el moment en què la temperatura de l'aigua sobrepassi aquest valor així que la persona ha d'obrir una mica la clau d'aigua freda per contrarestar la calor i mantenir el balanç. L'aigua freda s'ajusta fins a arribar a la temperatura desitjada. En aquest cas, l'humà és el que està exercint el control sobre el llaç de control, i és aquell que pren les decisions d'obrir o que tancar alguna de les claus; però no seria ideal si en lloc de nosaltres, fóra una màquina la que prengués les decisions i mantingués la temperatura que desitgem?
Algunes de les aplicacions més comunes són:
- Llaços de temperatura (aire condicionat, escalfadors, refrigeradors, etc.)
- Llaços de pressió (per mantenir una pressió predeterminada en tancs, tubs, recipients, etc.)
- Llaços de nivell (nivell en tancs de líquids com agua, làctics, mescles, etc.)